# عرب (إب)
عرب هي إحدى قرى الجمهورية اليمنية. تتبع جغرافيا لمحافظة إب وإداريًا لمديرية يريم. يبلغ تعداد سكانها 1012 نسمة حسب الإحصاء الذي أجري عام 2004.